# Орлов, Андрей Архипович
Андрей Архипович Орлов (19 августа 1903 года, с. Дергуново, ныне Селижаровский район, Тверская область — 27 ноября 1981 года, Волгоград) — советский военный деятель, генерал-майор (3 ноября 1944 года).

## Начальная биография
Андрей Архипович Орлов родился 19 августа 1903 года в селе Дергуново ныне Селижаровского района Тверской области.

## Военная служба

### Довоенное время
В ноябре 1925 года призван в ряды РККА и направлен в 1-й отдельный химический батальон, дислоцированный в Москве, где после окончания учебной команды с ноября 1926 года служил на должности младшего командира.
В сентябре 1928 года направлен на учёбу в Нижегородскую пехотную школу имени И. В. Сталина, после окончания которой в сентябре 1929 года назначен на должность командира взвода в составе 191-го стрелкового полка (64-я стрелковая дивизия, Белорусский военный округ), дислоцированного в Смоленске, в мае 1930 года — на должность командира взвода в составе отдельной роты связи (11-й стрелковый корпус), а в октябре 1931 года — на должность помощника командира химической роты в 1-м химическом батальоне, дислоцированном в Бобруйске и Полоцке. В ноябре 1932 года Орлов направлен на учёбу химические курсы усовершенствования командного состава в Москве, после окончания которых вернулся в тот же батальон, где служил на должностях начальника школы младшего комсостава, химического инструктора.
В марте 1936 года назначен на должность помощника начальника отделения снабжения отдела химических войск штаба Белорусского военного округа, а в ноябре 1938 года — на должность помощника начальника химических войск по снабжению Бобруйской армейской группы.
В июне 1939 года направлен на учёбу в Военную академию имени М. В. Фрунзе.

### Великая Отечественная война
С началом войны майор Орлов был выпущен из академии и в августе 1941 года назначен на должность помощника начальника химических войск по снабжению 33-й армии, которая вскоре принимала участие в оборонительных боевых действиях в ходе Вяземской и Можайско-Малоярославецкой операций.
В октябре назначен на должность начальника 1-го отделения штаба 194-й стрелковой дивизии, а в начале декабря — на должность командира 616-го стрелкового полка в составе этой же дивизии, которая вела боевые действия в ходе Тульской оборонительной операции. В том же месяце назначен на должность начальника штаба формировавшейся в Рязани 427-й стрелковой дивизии и 14 января 1942 года переименованной в 149-ю. После окончания формирования в середине февраля дивизия была включена в состав 61-й армии, после чего принимала участие в боевых действиях на территории Тульской области. 25 марта назначен на должность заместителя командира, а 6 июня — на должность командира этой же дивизии, которая вскоре вела боевые действия на болховском и орловском направлениях, Курской битве, оборонительных боевых действиях южнее города Дмитровск-Орловский, а также в Орловской, Черниговско-Припятской наступательных операциях, битве за Днепр и Гомельско-Речицкой, Житомирско-Бердичевской и Ровно-Луцкой наступательных операциях.
За отличия в боевых действиях при освобождении города Новоград-Волынский дивизии 3 января 1944 года присвоено почётное наименование «Новоград-Волынская», а за освобождение города Здолбунов 7 февраля того же года награждена орденом Красного Знамени.
Вскоре 149-я стрелковая дивизия под командованием А. А. Орлова принимала участие в ходе Проскуровско-Черновицкой и Львовско-Сандомирской наступательных операций, а также в боях за Сандомирский плацдарм, с которого в конце августа 1944 года была передислоцирована на восточный берег Вислы. С января 1945 года участвовала в боевых действиях в Висло-Одерской, Сандомирско-Силезской, Нижнесилезской, Берлинской и Пражской наступательных операциях.

### Послевоенная карьера
В июне 1945 года генерал-майор Орлов назначен на должность заместителя командира 32-го гвардейского стрелкового корпуса (Центральная группа войск).
В марте 1947 года направлен на учёбу на Высшие академические курсы при Высшей военной академии имени К. Е. Ворошилова, после окончания которых в июне 1948 года назначен на должность командира 357-й стрелковой дивизии (Туркестанский военный округ), в сентябре 1949 года — на должность военного атташе при Посольстве СССР в Польской Народной Республике.
С августа 1950 года находился в распоряжении Главного управления кадров и в октябре того же года назначен на должность командира 73-й стрелковой дивизии, а в декабре 1954 года — на должность начальника военной кафедры Сталинградского сельскохозяйственного института.
Генерал-майор Андрей Архипович Орлов в июле 1959 года вышел в запас. Умер 27 ноября 1981 года в Волгограде.

## Награды
- Орден Ленина (17.05.1951);
- Три ордена Красного Знамени (13.11.1943, 03.01.1944, 06.05.1946);
- Орден Суворова 2 степени (06.04.1945);
- Орден Кутузова 2 степени (29.05.1945);
- Орден Отечественной войны 1 степени (21.07.1943);
- Два ордена Красной Звезды (22.03.1942, 03.11.1944);
- Медали.